# США на летних Олимпийских играх 1948
Соединённые Штаты Америки на летних Олимпийских играх 1948 представляли 300 спортсменов — 262 мужчины и 38 женщин.

## Медалисты
| Медаль  | Спортсмен | Вид спорта                  | Дисциплина                               |
| ------- | --- | --------------------------- | ---------------------------------------- |
| Золото  | Харрисон Диллард | Лёгкая атлетика             | Мужчины, бег на 100 метров               |
| Золото  | Мел Паттон | Лёгкая атлетика             | Мужчины, бег на 200 метров               |
| Золото  | Мэл Уитфилд | Лёгкая атлетика             | Мужчины, бег на 800 метров               |
| Золото  | Уильям Портер | Лёгкая атлетика             | Мужчины, бег на 110 метров с барьерами   |
| Золото  | Рой Кокран | Лёгкая атлетика             | Мужчины, бег на 400 метров с барьерами   |
| Золото  | Барни Юэлл Лоренцо Райт Харрисон Диллард Мел Паттон | Лёгкая атлетика             | Мужчины, эстафета 4×100 метров           |
| Золото  | Артур Харнден Клифф Борленд Рой Кокран Мэл Уитфилд | Лёгкая атлетика             | Мужчины, эстафета 4×400 метров           |
| Золото  | Уилли Стил | Лёгкая атлетика             | Мужчины, прыжки в длину                  |
| Золото  | Гинн Смит | Лёгкая атлетика             | Мужчины, прыжки с шестом                 |
| Золото  | Уилбур Томпсон | Лёгкая атлетика             | Мужчины, толкание ядра                   |
| Золото  | Роберт Мэтиас | Лёгкая атлетика             | Мужчины, десятиборье                     |
| Золото  | Элис Коучмэн | Лёгкая атлетика             | Женщины, прыжки в высоту                 |
| Золото  | Клифф Баркер Дон Барксдейл Лью Бек Ральф Бирд Винс Борила Алекс Гроза Уоллес Джонс Гордон Карпентер Боб Кёрлэнд Рэй Ламп Роберт Питтс Джесс Реник Роберт Робинсон Кенни Роллинс | Баскетбол                   | Мужчины                                  |
| Золото  | Стивен Лысак Стивен Макновски | Гребля на байдарках и каноэ | Мужчины, каноэ-двойка, 10 000 м          |
| Золото  | Брюс Харлан | Прыжки в воду               | Мужчины, трамплин, 3 м                   |
| Золото  | Сэмми Ли | Прыжки в воду               | Мужчины, вышка, 10 м                     |
| Золото  | Виктория Дрейвс | Прыжки в воду               | Женщины, трамплин, 3 м                   |
| Золото  | Виктория Дрейвс | Прыжки в воду               | Женщины, вышка, 10 м                     |
| Золото  | Фрэнк Генри Чарльз Андерсон Эрл Томсон | Конный спорт                | Мужчины, командное троеборье             |
| Золото  | Уоррен Вестлунд Боб Мартин Боб Уилл Горди Джованелли Аллен Морган | Академическая гребля        | Мужчины, четвёрки с рулевым              |
| Золото  | Иэн Тёрнер Дэвид Тёрнер Джеймс Харди Джордж Альгрен Ллойд Батлер Дэвид Браун Джастус Смит Джон Стэк Ральф Перчес                                                                | Академическая гребля        | Мужчины, восьмёрки                       |
| Золото  | Артур Кук | Стрельба пулевая            | Мужчины, винтовка, «лёжа», 50 м          |
| Золото  | Уолтер Рис | Плавание                    | Мужчины, 100 м вольным стилем            |
| Золото  | Уильям Смит | Плавание                    | Мужчины, 400 м вольным стилем            |
| Золото  | Джеймс Маклейн | Плавание                    | Мужчины, 1500 м вольным стилем           |
| Золото  | Аллен Стэк | Плавание                    | Мужчины, 100 м на спине                  |
| Золото  | Джо Вердьюр | Плавание                    | Мужчины, 200 м брассом                   |
| Золото  | Уолтер Рис Джеймс Маклейн Уолли Вулф Уильям Смит | Плавание                    | Мужчины, эстафета 4×200 м вольным стилем |
| Золото  | Энн Кёртис | Плавание                    | Женщины, 400 м вольным стилем            |
| Золото  | Мари Корридон Тельма Калама Бренда Хельсер Энн Кёртис | Плавание                    | Женщины, эстафета 4×100 м вольным стилем |
| Золото  | Джозеф Дипьетро | Тяжёлая атлетика            | Мужчины, до 56 кг                        |
| Золото  | Фрэнк Спеллман | Тяжёлая атлетика            | Мужчины, до 75 кг                        |
| Золото  | Стэнли Станчик | Тяжёлая атлетика            | Мужчины, до 82,5 кг                      |
| Золото  | Джон Дэвис | Тяжёлая атлетика            | Мужчины, свыше 82,5 кг                   |
| Золото  | Глен Брэнд | Вольная борьба              | Мужчины, до 79 кг                        |
| Золото  | Генри Виттенберг | Вольная борьба              | Мужчины, до 87 кг                        |
| Золото  | Хилари Смарт Пол Смарт | Парусный спорт              | Класс «Звёздный»                         |
| Золото  | Герман Уитон Альфред Лумис Джеймс Уикз Джеймс Смит Майкл Муни | Парусный спорт              | Класс «6 метров»                         |
| Серебро | Барни Юэлл | Лёгкая атлетика             | Мужчины, бег на 100 метров               |
| Серебро | Барни Юэлл | Лёгкая атлетика             | Мужчины, бег на 200 метров               |
| Серебро | Клайд Скотт | Лёгкая атлетика             | Мужчины, бег на 110 метров с барьерами   |
| Серебро | Джим Делейни | Лёгкая атлетика             | Мужчины, толкание ядра                   |
| Серебро | Стив Сеймур | Лёгкая атлетика             | Мужчины, метание копья                   |
| Серебро | Хэнк Херринг | Бокс                        | Мужчины, до 67 кг                        |
| Серебро | Стивен Лысак Стивен Макновски | Гребля на байдарках и каноэ | Мужчины, каноэ-двойка, 1 000 м           |
| Серебро | Френк Хейвенс | Гребля на байдарках и каноэ | Мужчины, каноэ-одиночка, 10 000 м        |
| Серебро | Миллер Андерсон | Прыжки в воду               | Мужчины, трамплин, 3 м                   |
| Серебро | Брюс Харлан | Прыжки в воду               | Мужчины, вышка, 10 м                     |
| Серебро | Зои Энн Ольсен-Йенсен | Прыжки в воду               | Женщины, трамплин, 3 м                   |
| Серебро | Пэтси Эльсенер | Прыжки в воду               | Женщины, вышка, 10 м                     |
| Серебро | Фрэнк Генри | Конный спорт                | Мужчины, индивидуальное троеборье        |
| Серебро | Роберт Борг Фрэнк Генри Эрл Томсон | Конный спорт                | Мужчины, командная выездка               |
| Серебро | Джордж Мур | Современное пятиборье       | Мужчины, личное первенство               |
| Серебро | Уолтер Томсен | Стрельба пулевая            | Мужчины, винтовка, «лёжа», 50 м          |
| Серебро | Алан Форд | Плавание                    | Мужчины, 100 м вольным стилем            |
| Серебро | Джеймс Маклейн | Плавание                    | Мужчины, 400 м вольным стилем            |
| Серебро | Роберт Коуэлл | Плавание                    | Мужчины, 100 м на спине                  |
| Серебро | Кейт Картер | Плавание                    | Мужчины, 200 м брассом                   |
| Серебро | Энн Кёртис | Плавание                    | Женщины, 100 м вольным стилем            |
| Серебро | Сьюзан Циммерман | Плавание                    | Женщины, 100 м на спине                  |
| Серебро | Питер Джордж | Тяжёлая атлетика            | Мужчины, до 75 кг                        |
| Серебро | Гарольд Саката | Тяжёлая атлетика            | Мужчины, до 82,5 кг                      |
| Серебро | Норберт Шемански | Тяжёлая атлетика            | Мужчины, свыше 82,5 кг                   |
| Серебро | Джеральд Лиман | Вольная борьба              | Мужчины, до 57 кг                        |
| Серебро | Ральф Эванс | Парусный спорт              | Класс «Светлячок»                        |
| Бронза  | Мэл Уитфилд | Лёгкая атлетика             | Мужчины, бег на 400 метров               |
| Бронза  | Крэйг Диксон | Лёгкая атлетика             | Мужчины, бег на 110 метров с барьерами   |
| Бронза  | Джордж Станич | Лёгкая атлетика             | Мужчины, прыжки в высоту                 |
| Бронза  | Роберт Ричардс | Лёгкая атлетика             | Мужчины, прыжки с шестом                 |
| Бронза  | Херб Дуглас | Лёгкая атлетика             | Мужчины, прыжки в длину                  |
| Бронза  | Джим Фукс | Лёгкая атлетика             | Мужчины, толкание ядра                   |
| Бронза  | Форчун Гордайен | Лёгкая атлетика             | Мужчины, метание диска                   |
| Бронза  | Боб Беннетт | Лёгкая атлетика             | Мужчины, метание молота                  |
| Бронза  | Флойд Симмонс | Лёгкая атлетика             | Мужчины, десятиборье                     |
| Бронза  | Одри Паттерсон | Лёгкая атлетика             | Женщины, бег на 200 метров               |
| Бронза  | Сэмми Ли | Прыжки в воду               | Мужчины, трамплин, 3 м                   |
| Бронза  | Пэтси Эльсенер | Прыжки в воду               | Женщины, трамплин, 3 м                   |
| Бронза  | Норман Армитаж Джордж Уорт Тибор Ньилаш Дин Сетруло Мигель де Каприлес Джеймс Флинн                                                                                             | Фехтование                  | Мужчины, сабля, командное первенство     |
| Бронза  | Хелен Шифано Клара Шрот Мета Эльсте Мэриэн Бароне Ладислава Баканич Конни Каруччио-Ленц Анита Симонис Дороти Далтон                                                             | Спортивная гимнастика       | Женщины, командное первенство            |
| Бронза  | Фред Кингсбери Стю Гриффинг Грег Гейтс Роберт Перью | Академическая гребля        | Мужчины, четвёрка распашная без рулевого |
| Бронза  | Роберт Сол | Плавание                    | Мужчины, 200 м брассом                   |
| Бронза  | Ричард Том | Тяжёлая атлетика            | Мужчины, до 56 кг                        |
| Бронза  | Леланд Меррилл | Вольная борьба              | Мужчины, до 73 кг                        |
| Бронза  | Локвуд Пири Оуэн Торри | Парусный спорт              | Класс «Звёздный»                         |

## Результаты соревнований

### Академическая гребля
Соревнования по академической гребле на Олимпийских играх 1948 года проходили в гребном центре в Хенли-он-Темс, где ежегодно проводятся соревнования Королевской регаты. Из-за недостаточной ширины гребного канала в одном заезде могли стартовать не более трёх лодок. В следующий раунд из каждого заезда проходили только победители гонки.
Мужчины
| Соревнование | Спортсмены             | Предварительный заезд | Предварительный заезд | Предварительный заезд | Отборочный заезд | Отборочный заезд | Отборочный заезд | Полуфинал             | Полуфинал             | Полуфинал             | Финал                 | Финал                 |
| Соревнование | Спортсмены             | Заезд                 | Время                 | Место                 | Заезд            | Время            | Место            | Заезд                 | Время                 | Место                 | Время                 | Место                 |
| ------------ | ---------------------- | --------------------- | --------------------- | --------------------- | ---------------- | ---------------- | ---------------- | --------------------- | --------------------- | --------------------- | --------------------- | --------------------- |
| одиночки     | Джон Келли-младший     | 3                     | 7:39,7                | 1 Q                   | не участвовал    | не участвовал    | не участвовал    | 2                     | 8:09,7                | 2                     | завершил выступление  | завершил выступление  |
| двойки       | Джон Уэйд Ральф Стефан | 3                     | 7:20,3                | 2                     | 1                | 7:30,5           | 2                | завершили выступление | завершили выступление | завершили выступление | завершили выступление | завершили выступление |